# Мисси Монро
Мисси Монро (англ. Missy Monroe, настоящее имя Мелисса Мари Брасселл, англ. Melissa Marie Brassell, род. 22 августа 1984, Лас-Вегас, Невада) — американская порноактриса, лауреат премии XRCO Award.

## Биография
Родилась 22 августа 1984 года в Лас-Вегасе. Имеет американские и ирландские корни.
Дебютировала в порноиндустрии в 2003 году, в возрасте около 19 лет. Первый фильм — «Missy Monroe’s Big Tit Whores».
Снималась для таких студий, как 3rd Degree, Acid Rain, Adam & Eve, Colossal Entertainment, Devil’s Film, Digital Sin, Elegant Angel, Hustler Video, Jules Jordan Video, New Sensations, Zero Tolerance, Brazzers, VCA и многих других.
В 2004 году получила премию XRCO Award в номинации «лучшая групповая сцена» за роль в Baker’s Dozen # 2. Номинировалась на AVN Awards девять раз, в том числе в таких престижных категориях, как лучшая новая старлетка, лучшая актриса и лучшая исполнительница года.
В 2006 году выступила режиссёром фильма Big Tit Whores для студии Defiance Films.
Ушла из индустрии в 2015 году. По данным на 2020 год, снялась в 601 порнофильме.
У Мисси натуральная грудь пятого (DD) размера. На теле актрисы есть несколько татуировок: розовая птица на левой лопатке (июль 2004 года; в августе 2006 года добавлены синие цветы); слово «Мисси» и розовая маргаритка на правой ягодице; изображение клубники над левой лодыжкой.

## Премии и номинации
- 2004 — XRCO Award, победа — лучшая групповая сцена (Baker’s Dozen # 2) (вместе с Ками Эндрюс, Джули Найт и др.)[6]
- 2005 — AVN Awards, номинация — лучшая новая старлетка
- 2005 — AVN Awards, номинация — лучшая групповая сцена (Double Teamed 2) (вместе с Лорен Феникс, Бен Инглиш и Мистер Пит)
- 2005 — XRCO Award, номинация — Teen Cream Dream
- 2006 — AVN Awards, номинация — лучшая исполнительница года
- 2006 — AVN Awards, номинация — Best All-Girl Sex Scene (вместе с Брук Хейвен, Тэйлор Рэйн и Taylor Kurtis)
- 2006 — AVN Awards, номинация — Most Outrageous Sex Scene (по 2-м сценам)
- 2007 — AVN Awards, номинация — лучшая актриса (The Da Vinci Load)
- 2007 — AVN Awards, номинация — Best POV Sex Scene
- 2008 — AVN Awards, номинация — Лучшая сцена триолизма[7]

## Избранная фильмография
- 2004: Boob Bangers 1
- 2004: Dementia 2
- 2005: Missy Monroe’s Big Tit Whores
- 2006: Belladonna: No Warning 2
- 2006: Pussy Party 14
- 2007: Slutty and Sluttier 4
- 2007: Penthouse Variations — Strange Dreams
- 2009: Squirt My Face
- 2011: Cock Whores
- 2014: Jerkoff Material 10